# 曹薰襄
曹薰襄（1999年3月16日—）為臺灣男子籃球運動員，場上位置為後衛，現效力於台灣職業籃球大聯盟桃園台啤永豐雲豹。

## 生平
曹薰襄為臺北市內湖區人，來自單親家庭，父親在國小一年級時辭世，因為越南籍母親的工作關係是由阿公撫養長大，進入國中才開始接受正規籃球訓練。曹薰襄畢業於麗山國中、南湖高中，高三時左腳踝骨裂而打了13根鋼釘、2片鋼板，高中畢業後因想當證券分析師而升學至國立臺北商業大學財金系，就讀兩年之後轉學到國立臺灣藝術大學廣電系，從一年級開始讀起。
2022年7月12日，曹薰襄在T1聯盟新人選秀會第一輪被台灣啤酒英熊相中；之後曹薰襄退出P. LEAGUE+新人選秀會。7月28日，台灣啤酒英熊宣布簽下曹薰襄。
2023年7月14日，臺北台新總經理林祐廷於2023年T1聯盟新人選秀會中表示曹薰襄確定加入球隊。
2025年6月30日，臺北台新戰神宣布曹薰襄合約期滿離隊。7月11日，曹薰襄加盟台灣職業籃球大聯盟桃園台啤永豐雲豹。

## 國家隊生涯
2022年6月6日，曹薰襄入選2022年三對三亞洲盃籃球賽中華臺北代表隊。7月9日，代表隊擊敗烏茲別克後晉級8強。2023年7月底參加2024年奧運男籃資格賽亞洲區預選賽代表隊訓練，歷經兩週集訓之後，中華民國籃球協會因為安全考量不參加該賽事，讓代表隊成員歸建母隊。

## 外部連結
- 曹薰襄的Instagram帳戶
- 曹薰襄在fiba.basketball（英语）
- 曹薰襄在fiba3x3.com（英语）
- 曹薰襄在台灣職業籃球大聯盟官網
- 曹薰襄在Eurobasket.com（球員）（英语）
- 曹薰襄在Flashscore（英语）